# Chrysotus pulcher
Chrysotus pulcher är en tvåvingeart som beskrevs av Octave Parent 1926. Chrysotus pulcher ingår i släktet Chrysotus och familjen styltflugor. Inga underarter finns listade i Catalogue of Life.